# Elstar
Elstar è una cultivar di mela. Fu creata nel 1950 nei Paesi Bassi incrociando le varietà Golden Delicious e Ingrid Marie.
La varietà è divenuta subito molto popolare in tutta Europa e negli anni settanta venne introdotta in America dove non ha raggiunto la stessa popolarità.

## Nome
Malus communis pumila varietà Elstar.

## Descrizione
Frutto di medie dimensioni la cui buccia è per lo più rossa e gialla. La polpa è bianca, morbida e croccante. Può essere usata in cucina ed è particolarmente buona per la purea o salsa di mele. Più in generale, per il suo sapore, è utilizzata per i dolci.

## Origine della varietà
Incrocio realizzato negli anni cinquanta nei Paesi Bassi tra le varietà Golden Delicious e Ingrid Marie.

## Disponibilità
Da agosto a fine febbraio.